# Adnan Hajj
Adnan Hajj ist ein libanesischer freiberuflicher Fotograf. Einer breiten Öffentlichkeit wurde er bekannt, als er während des Libanonkriegs 2006 manipulierte Bilder vom Einsatz der israelischen Streitkräfte zur Veröffentlichung an die Nachrichtenagentur Reuters weitergab.
Das Bild, anhand dessen die Fälschungen aufgedeckt wurden, zeigte die Folgen eines Angriffs der israelischen Luftwaffe auf Hisbollah-Ziele in Beirut. Im Original war über der Stadtsilhouette eine einzelne dünne Rauchsäule zu sehen, Hajj fügte jedoch mit einem Bildbearbeitungsprogramm nachträglich dicke Rauchschwaden ein. Nachdem ihm die Manipulation nachgewiesen worden war, kündigte Reuters Hajj am 8. August 2006 nach zehn Jahren die Zusammenarbeit auf und zog alle 920 Fotos zurück, die er während des Krieges gemacht hatte. Darunter befanden sich auch die Bilder, die er am Ort des Luftangriffes auf Kana gemacht hatte. Untersuchungen seiner anderen Bilder ergaben, dass an mindestens einem weiteren Bild Manipulationen vorgenommen worden waren: Auf einem Foto vom 2. August 2006, das ein israelisches Flugzeug über einer Ortschaft im Südlibanon zeigt, wurden nachträglich Täuschkörper eingefügt.